# ریناتو کارلوس مارتینز جونیور
ریناتو کارلوس مارتینز جونیور (به پرتغالی: Renato Carlos Martins Júnior) هافبک، مهاجم اهل برزیل است که در شهر São Vicente و در تاریخ ۱۴ مهٔ ۱۹۸۷ به دنیا آمده‌است.
ریناتو کارلوس مارتینز جونیور در تیم‌های فوتبال سانتوس سابقهٔ حضور دارد.